# Wilk andyjski
Ten artykuł dotyczy stworzenia, którego istnienia nie potwierdza współczesna zoologia.
Wilk andyjski, wilk Hagenbecka (proponowana nazwa Dasycyon hagenbecki) – legendarny dziki pies podobny do wilka stojący na granicy kryptozoologii i zoologii, występujący ponoć w wysokich partiach Andów w Ameryce Południowej.

## Historia odkrycia
Pierwszym domniemanym dowodem sugerującym istnienie nieznanego gatunku dzikiego psa była tajemnicza skóra zwierzęcia, zakupiona w 1927 przez Lorenza Hagenbecka w Buenos Aires. Skóra nie była podobna do żadnego z poznanych psowatych, posiadała długą, ciemną sierść, małe uszy i pokaźny ogon. W 1937 zoolog Ingo Krumbiegel odnalazł czaszkę niezidentyfikowanego ssaka. Po skontaktowaniu się z Hagenbeckiem naukowcy doszli do wniosku, że skóra i czaszka należą do jednego zwierzęcia – wilka andyjskiego. Badanie czaszki o bardzo słabym uzębieniu, która miała 31 cm obwodu wykazało, że zwierzę nie zostało dotychczas poznane przez naukę. W 1954 wysunięto hipotezę, że skóra tajemniczego wilka jest po prostu skórą owczarka. Zagadka czaszki nie została do dziś rozwiązana.

## Teorie
Jedna hipoteza mówi że czaszka należała do nieznanego endemicznego gatunku spokrewnionego z wilczakiem falklandzkim (lub nawet jego lądowym przodkiem) i nibylisami z rodzaju Pseudalopex. Zoolodzy i kryptozoolodzy mówią też, że psowaty ten może być jakąś wyizolowaną podczas przemian lodowcowych pierwotną populacją pampasowca grzywiastego, która w Andach stworzyła całkiem odmienny gatunek. Jeszcze inni naukowcy opowiadają się za tym że zwierzę także jest przeżytkiem plejstoceńskim, żyjącym reliktem, ale należy do monotypowego rodzaju i nie ma obecnie bliskich krewnych. (Pietrzak, 2007)

## Występowanie i środowisko
Być może jakiś niewielki teren Andów, prawdopodobnie zachodnia Argentyna bądź Chile. Może zamieszkiwać jakąś niedostępną kotlinę górską.